# National Premier Leagues Queensland
National Premier Leagues Queensland (w skrócie NPL Queensland) – piłkarskie rozgrywki na najwyższym szczeblu w stanie Queensland. Organizowane i zarządzane przez federacje stanową Football Queensland. Założone w 1979 roku pod nazwą Queensland State League. W latach 1983 – 2007 rozgrywki nie były organizowane. Od 2008 roku ponownie rozgrywane. W 2013 roku Queensland State League weszła w skład National Premier Leagues, zmieniając tym sam nazwę na National Premier Leagues Queensland.

## Mistrzowie rozgrywek
Najbardziej utytułowanym klubem w historii rozgrywek jest Sunshine Coast Fire, który 4-krotnie zdobywał tytuł mistrzowski.
| - 1979: Grange Thistle - 1980: Grange Thistle - 1981: Mount Gravatt - 1982: Ipswich United - 2008: Sunshine Coast Fire - 2009: Redlands City Devils - 2010: Sunshine Coast Fire - 2011: Sunshine Coast Fire - 2012: Sunshine Coast Fire - 2013: Olympic FC - 2014: Palm Beach Sharks - 2015: Moreton Bay United - 2016: Redlands United - 2017: Western Pride - 2018: Lions FC |

Źródło: Socceraust.co.uk.